# مقبول بهات
محمد مقبول بهات (18 فبراير 1938 - 11 فبراير 1984) هو انفصالي كشميري ومؤسس جبهة التحرير الوطني، أُعدم في 11 فبراير 1984 في سجن تيهار في نيودلهي.